# 日本教育大学院大学
日本教育大学院大学（にほんきょういくだいがくいんだいがく、英語: Japan Professional School of Education、公用語表記: 公用語表記）は、東京都千代田区神田須田町一丁目2番地の3に本部を置いていた日本の専門職大学院大学である。2006年に設置され、2017年に廃止された。
2006年に株式会社栄光が設置する株式会社立大学として設立された。2014年、経営母体を株式会社栄光から学校法人国際学園（星槎大学の経営母体）に変更し、株式会社立大学から通常の学校法人立の大学に転換した。
栄光は引き続き日本教育大学院大学の運営を支援するという方針が公表されていた。2017年4月、星槎大学大学院と統合された。

## 概要
教員養成を目的とする専門職大学院のみを設置する大学院大学であった。必修科目と学校における実習を含む44単位を修得することで修了が認められ、学校教育修士（専門職）の学位が与えられた。また修了時には、教員専修免許状が取得できた。

受付エントランスは同じく栄光が経営する語学学校のカプラン日本校と共有していた。

## 沿革
- 2006年4月 - 開校
- 2014年3月28日 - 教員養成評価機構の教職大学院等の認証評価（平成27年度）において「不適合」の判定を受ける[2]。
- 2014年4月 - 運営母体を株式会社栄光から、学校法人国際学園に移管。
- 2017年4月 - 星槎大学と統合され、星槎大学大学院教育実践研究科となる。

## 開学後の状況
- 入学定員120名[3]であったが、1期生にあたる平成18年度入学生は37名となり、大きく定員を割り込んだ。その後定員変更を行い、[4]平成20年度からの入学定員を80人とした[5]。

## 主な教員
- 高橋誠 (教育学者) - 特任教授
- 山本保 - 客員教授